# Ghanaische Badmintonmeisterschaft 1987
Die Ghanaische Badmintonmeisterschaft 1987 fand vom 10. bis zum 12. September 1987 in Kumasi statt.

## Sieger und Finalisten
| Disziplin    | Gold                           | Silber                             |
| ------------ | ------------------------------ | ---------------------------------- |
| Herreneinzel | Alfred Akainyah                | Owusu Agyemang                     |
| Dameneinzel  | Nelly Akainyah                 | Cynthia Amuzu                      |
| Herrendoppel | Owusu Agyemang Alfred Akainyah | Christian Fleischer Leonard Glover |
| Damendoppel  | Nelly Akainyah Joyce Kumah     | Cynthia Amuzu Clara Akainyah       |
| Mixed        | Alfred Akainyah Cynthia Amuzu  | S. K. Amuzu Nelly Akainyah         |